# 마사코 여왕 (에도 시대)
사나노미야 마사코 여왕 (真宮理子女王, 겐로쿠 4년 음력 8월 18일 (1691년 9월 10일) ~ 호에이 7년 음력 6월 4일(1710년 6월 30일))은 에도 시대 중기의 여성이다. 후시미노미야 사다유키 친왕의 왕녀로, 후에 에도 막부 8대 쇼군이 되는 키슈번 5대 번주 도쿠가와 요시무네의 고렌쥬(정실)이다.
키슈번 2대 번주 도쿠가와 미츠사다의 고렌쥬 테루코 여왕이 큰어머니이고, 4대 쇼군 도쿠가와 이에츠나의 미다이도코로 아키코 여왕은 작은어머니, 9대 쇼군 도쿠가와 이에시게의 쇼군 후계자 시절의 고렌쥬 마스코 여왕은 조카뻘이다. 아명은 사나노미야(真宮), 법명은 칸토쿠인(寛徳院)이다.

## 생애
후시미노미야 사다유키 친왕의 딸로, 교토에서 태어났다. 호에이 3년 (1706년), 당시 키슈번주였던 요시무네와 약혼이 결정되었다. 같은 해 3월 11일에 교토를 떠나, 에도로 내려와 27일에 키슈번저 아카사카 고텐(赤坂御殿)에 들어갔다. 9월 25일에 결혼이 결정 된 것이 공표되었고, 11월 1일에 결혼, 호에이 4년 (1707년) 9월 22일에 주거를 고텐의 오쿠로 옮겼다.
호에이 6년 (1709년) 6월 2일에 소데토메(袖留, 성년식)를 하고, 임신 했었기 때문에 다음해 호에이 7년 (1710년) 1월 15일에 챠쿠타이(着帯, 임신 5개월이 되어 복대를 두름, 또 그것을 축하하는 식)를 했다. 그러나 5월 27일에 사산, 산후 회복이 좋지 않아, 6월 4일에 사망하였다. 계명은 관덕원현진일중대자(寛徳院玄真日中大姉)이다. 묘소는 호온지와 이케가미혼몬지에 있다.

## 마사코 여왕이 등장한 TV드라마
- 오오쿠 (1968년, 칸사이테레비, 배우 : 요시유키 카즈코) *역할 : 마사코노카타(理子の方)
- 남자는 배짱 (1970년, NHK, 배우 : 카시야마 후미에)
- 8대 쇼군 요시무네 (1995년, NHK대하드라마, 배우 : 야마자키 나오코)
- 도쿠가와풍운록 8대 쇼군 요시무네 (2008년, 테레비도쿄, 배우 : 키노우치 아키코)